# The Cave (canção)
"The Cave" é o terceiro single da banda britânica de folk Mumford & Sons, retirado a partir de seu álbum de estréia, Sigh No More.  Foi composta pelos membros da banda e produzida por Markus Dravs. Sendo lançada no Reino Unido em 26 de fevereiro de 2010. Nos Estados Unidos, a canção foi lançada com segundo single, sucedendo "Liitle Lion Man", desta forma, atingiu a 27ª posição na Billboard Hot 100 e até novembro de 2012 já teria vendido 1,657,000 no país. A canção recebeu quatro indicações ao Grammy Awards de 2012, incluindo gravação do ano e canção do ano.

## Lista de faixas
| CD single |            |         |  |
| N.º       | Título     | Duração |  |
| 1.        | "The Cave" | 3:38    |  |

## Videoclipe

A banda em cena do videoclipe de The Cave.

O videoclipe oficial de "The Cave" apresenta cada um dos quatro membros da banda de condução em scooters através das estradas de Goa, na Índia, enquanto cantando a música em conjunto com quatro homens indianos em marcha uniformes banda a quem deu os seus instrumentos no início da o vídeo.
O vídeo foi lançado oficialmente em 27 de janeiro de 2010. Tendo sido dirigido por Fred & Nick.

## Paradas musicais
| Parada (2010)                        | Melhor Posição |
| ------------------------------------ | -------------- |
| Austrália - (ARIA Charts)            | 32             |
| Bélgica - (Ultratop 50)              | 21             |
| Canadá - (Canadian Hot 100)          | 31             |
| Escócia - (Official Charts Company)  | 23             |
| Estados Unidos - (Billboard Hot 100) | 27             |
| Estados Unidos - (Adult Pop Songs)   | 40             |
| Estados Unidos - (Aternative Songs)  | 3              |
| Estados Unidos - (Rock Songs)        | 2              |
| Holanda - (Mega Charts)              | 65             |
| Irlanda (Irish Singles Chart)        | 10             |
| Nova Zelândia - (RIANZ Charts)       | 23             |
| Reino Unido - (UK Singles Chart)     | 31             |

## Histórico de lançamento
| País        | Data                    |
| ----------- | ----------------------- |
| Reino Unido | 26 de fevereiro de 2010 |